# Pantserraam

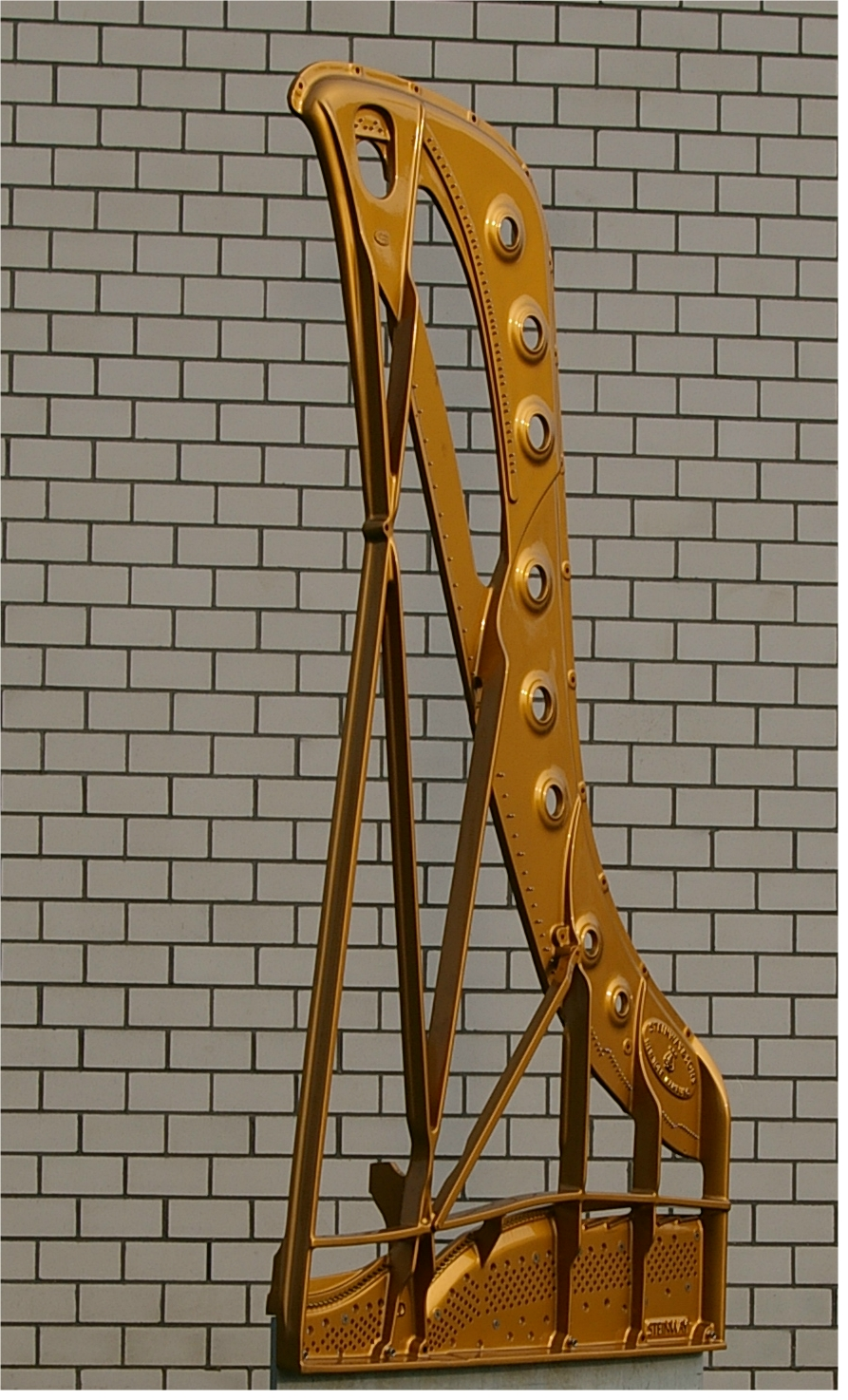
Een pantserraam van een vleugel

Een pantserraam ((en) : "cast iron frame") is een uit gietijzer vervaardigd onderdeel van piano's en vleugels. Het is een uitvinding van de Amerikaanse firma Chickering die er in 1840 patent op verkreeg. 

## Achtergrond
Het pantserraam verving de voorlopers: eerst gebruikte men in de pianobouw een houten frame waarover de snaren werden gespannen. Later (rond 1820) verschenen ijzeren frames die als een aaneengemonteerd raster uit balken waren opgebouwd (zoals het 'compensation frame' van Thom & Allen uit 1820 of de 'barrage métallique' in Erardvleugels). Voordeel van het gebruik van gietijzer was dat een gietijzeren frame meer spanning kan opvangen dan een houten frame, en dat er ook meer, en dikkere langere snaren op gespannen konden worden, hetgeen resulteerde in een groter toonvolume. De uitvinding werd in de piano- en vleugelbouw al snel door vele fabrikanten overgenomen. Zo ging de bekende pianobouwer Steinway & Sons in 1855 over op het ijzeren raam (gecombineerd met een kruissnarige opstelling van de snaren), in de toen gangbare tafelmodellen van de piano. Rond 1859 treft men ook de eerste vleugels aan met pantserraam. Een ander voordeel van gebruik van gietijzer was ook, dat met behulp van een gietmal massaproductie van pantserramen eenvoudiger werd. Ook bleken instrumenten met een pantserraam stemvaster te zijn.
Het pantserraam is een van de grootste vernieuwingen geweest in de pianobouw in de 19e eeuw met vérstrekkende gevolgen voor het instrument en de mogelijkheden. Zo werden grotere sterkere instrumenten mogelijk. Op deze manier werd de piano ook allengs steeds een geschikter en krachtiger instrument in de groter wordende soloconcerten met steeds groter wordende orkesten.

## Werking
Het pantserraam bevat stiften waarlangs de snaren aan een zijde rondlopen of zijn bevestigd. De andere snaaruiteinden zijn bevestigd aan stempennen, die op hun beurt in een houten stemblok zijn geschroefd. Het stemblok is verankerd in het pantserraam, waarin voor de stempennen uitsparingen zitten. De snaren lopen via een houten kam die op de zangbodem is bevestigd. Het pantserraam rust op de zangbodem aan de randen. In het pantserraam zijn doorgaans ook ronde klankgaten geplaatst, zodat het geluid van de trillende zangbodem door het raam heen kan.